# Pardosa tenasserimensis
Pardosa tenasserimensis är en spindelart som först beskrevs av Tord Tamerlan Teodor Thorell 1895.  Pardosa tenasserimensis ingår i släktet Pardosa och familjen vargspindlar. Inga underarter finns listade i Catalogue of Life.